# Résultats des recensements linguistiques par commune de la province du Brabant

## Remarques concernant les chiffres
Le recensement linguistique de 1846 n'enquêta que sur la langue couramment employée. À partir de 1866 le recensement a porté sur la connaissance des différentes langues nationales. À partir de 1910 on a enquêté non seulement sur la connaissance d'une langue mais également sur laquelle était utilisée le plus fréquemment, sans pour autant spécifier dans quel contexte (vie privée, publique ou professionnelle).
La source de tous les chiffres sont les résultats publiés dans les volumes du Moniteur Belge concernant les recensements populaires.
Abréviations : NL = néerlandais, FR = français, D = allemand (Deutsch).

## Résultats de l'Arrondissement de Bruxelles
Langue exclusivement ou le plus fréquemment parlée.
| Année | NL Nombre | FR Nombre | D Nombre | NL Part | FR Part | D Part |
| ----- | --------- | --------- | -------- | ------- | ------- | ------ |
| 1910  | 588.292   | 382.498   | 11.284   | 59,9%   | 38,9%   | 1,1%   |
| 1920  | 551.848   | 486.099   | 1.128    | 53,1%   | 46,8%   | 0,1%   |
| 1930  | 576.376   | 581.739   | 5.119    | 49,5%   | 50,0%   | 0,4%   |
| 1947  | 527.391   | 708.615   | 3.625    | 42,5%   | 57,2%   | 0,3%   |

Les communes suivantes ont changé d'arrondissement lors de la fixation de la frontière linguistique, elles sont passées de l'arrondissement de Bruxelles à celui de Nivelles :
Bierghes - Saintes
Le recensement linguistique de 1846 n'enquêta que sur la langue couramment employée. À partir de 1866 le recensement a porté sur la connaissance des différentes langues nationales. À partir de 1910 on a enquêté non seulement sur la connaissance d'une langue mais également sur laquelle était utilisée le plus fréquemment, sans pour autant spécifier dans quel contexte (vie privée, publique ou professionnelle).
La source de tous les chiffres sont les résultats publiés dans les volumes du Moniteur Belge concernant les recensements populaires.
Abréviations: NL = néerlandais, FR = français, D = allemand (Deutsch).

### Résultats des communes de l'actuelleRégion bruxelloise

#### Anderlecht
Langue exclusivement ou la plus fréquemment parlée.
| Année | NL Nombre | FR Nombre | D Nombre | NL Part | FR Part | D Part |
| ----- | --------- | --------- | -------- | ------- | ------- | ------ |
| 1910  | 38 642    | 21 550    | 1 045    | 63,1 %  | 35,2 %  | 1,7 %  |
| 1920  | 41 432    | 23 782    | 300      | 63,2 %  | 36,3 %  | 0,5 %  |
| 1930  | 43 986    | 31 678    | 862      | 57,5 %  | 41,4 %  | 1,1 %  |
| 1947  | 33 929    | 46 605    | 254      | 42,0 %  | 57,7 %  | 0,3 %  |

#### Auderghem
La commune d'Auderghem faisait jusqu'en 1862 partie de la commune de Watermael-Boitsfort. De ce fait, il n'y a pas de chiffres pour le recensement de 1846.
Langue exclusivement ou la plus fréquemment parlée.
| Année | NL Nombre | FR Nombre | D Nombre | NL Part | FR Part | D Part |
| ----- | --------- | --------- | -------- | ------- | ------- | ------ |
| 1910  | 5 390     | 1 710     | 49       | 75,4 %  | 23,9 %  | 0,7 %  |
| 1920  | 5 467     | 3 230     | 6        | 62,8 %  | 37,1 %  | 0,1 %  |
| 1930  | 5 882     | 7 627     | 34       | 43,4 %  | 56,3 %  | 0,3 %  |
| 1947  | 4 870     | 12 591    | 22       | 27,9 %  | 72,0 %  | 0,1 %  |

#### Berchem-Sainte-Agathe
La commune de Berchem-Sainte-Agathe ne fut intégrée dans l'agglomération bilingue de Bruxelles qu'en 1954 sur base des résultats du dernier recensement linguistique de 1947.
Langue exclusivement ou la plus fréquemment parlée.
| Année | NL Nombre | FR Nombre | D Nombre | NL Part | FR Part | D Part |
| ----- | --------- | --------- | -------- | ------- | ------- | ------ |
| 1910  | 2 177     | 649       | 28       | 76,3 %  | 22,7 %  | 1,0 %  |
| 1920  | 2 940     | 768       | 3        | 79,2 %  | 20,7 %  | 0,1 %  |
| 1930  | 3 799     | 3 334     | 24       | 53,1 %  | 46,6 %  | 0,3 %  |
| 1947  | 4 805     | 6 072     | 9        | 44,1 %  | 55,8 %  | 0,1 %  |

#### Bruxelles-Ville
Langue exclusivement ou la plus fréquemment parlée.
| Année | NL Nombre | FR Nombre | D Nombre | NL Part | FR Part | D Part |
| ----- | --------- | --------- | -------- | ------- | ------- | ------ |
| 1910  | 79 228    | 89 517    | 3 434    | 46,0 %  | 52,0 %  | 2,0 %  |
| 1920  | 49 135    | 101 096   | 110      | 32,7 %  | 67,2 %  | 0,1 %  |
| 1930  | 69 524    | 124 769   | 1 036    | 35,6 %  | 63,9 %  | 0,5 %  |
| 1947  | 44 928    | 132 986   | 659      | 25,2 %  | 74,5 %  | 0,4 %  |

#### Etterbeek
Langue exclusivement ou la plus fréquemment parlée.
| Année | NL Nombre | FR Nombre | D Nombre | NL Part | FR Part | D Part |
| ----- | --------- | --------- | -------- | ------- | ------- | ------ |
| 1910  | 13 766    | 18 047    | 163      | 43,1 %  | 56,4 %  | 0,5 %  |
| 1920  | 11 689    | 26 749    | 25       | 30,4 %  | 69,5 %  | 0,1 %  |
| 1930  | 10 263    | 33 702    | 123      | 23,3 %  | 76,4 %  | 0,3 %  |
| 1947  | 7 081     | 39 239    | 73       | 15,3 %  | 84,6 %  | 0,2 %  |

#### Evere
La commune de Evere ne fut intégrée à l'agglomération bilingue de Bruxelles qu'en 1954 sur base des résultats du dernier recensement linguistique de 1947.
Langue exclusivement ou la plus fréquemment parlée.
| Année | NL Nombre | FR Nombre | D Nombre | NL Part | FR Part | D Part |
| ----- | --------- | --------- | -------- | ------- | ------- | ------ |
| 1910  | 4 855     | 864       | 32       | 84,4 %  | 15,0 %  | 0,6 %  |
| 1920  | 5 575     | 1 340     | 1        | 80,6 %  | 19,4 %  | 0,0 %  |
| 1930  | 6 701     | 2 941     | 21       | 69,3 %  | 30,4 %  | 0,2 %  |
| 1947  | 7 370     | 7 406     | 22       | 49,8 %  | 50,0 %  | 0,1 %  |

#### Forest
Langue exclusivement ou la plus fréquemment parlée.
| Année | NL Nombre | FR Nombre | D Nombre | NL Part | FR Part | D Part |
| ----- | --------- | --------- | -------- | ------- | ------- | ------ |
| 1910  | 9 025     | 13 716    | 427      | 39,0 %  | 59,2 %  | 1,8 %  |
| 1920  | 9 780     | 19 908    | 24       | 32,9 %  | 67,0 %  | 0,1 %  |
| 1930  | 11 234    | 27 011    | 249      | 29,2 %  | 70,2 %  | 0,6 %  |
| 1947  | 8 133     | 37 220    | 126      | 17,9 %  | 81,8 %  | 0,3 %  |

#### Ganshoren
La commune de Ganshoren ne fut intégrée à l'agglomération bilingue de Bruxelles qu'en 1954 sur base des résultats du dernier recensement linguistique de 1947.
Langue exclusivement ou la plus fréquemment parlée.
| Année | NL Nombre | FR Nombre | D Nombre | NL Part | FR Part | D Part |
| ----- | --------- | --------- | -------- | ------- | ------- | ------ |
| 1910  | 3 271     | 734       | 19       | 81,3 %  | 18,2 %  | 0,5 %  |
| 1920  | 3 102     | 1 137     | 0        | 73,2 %  | 26,8 %  | 0,0 %  |
| 1930  | 3 481     | 1 890     | 4        | 64,8 %  | 35,2 %  | 0,1 %  |
| 1947  | 3 874     | 4 947     | 20       | 43,8 %  | 56,0 %  | 0,2 %  |

#### Haren
La commune de Haren fut intégrée dans la ville de Bruxelles en 1921, de ce fait il n'y a pas de chiffres pour les recensements de 1930 et 1947.
Langue exclusivement ou la plus fréquemment parlée.
| Année | NL Nombre | FR Nombre | D Nombre | NL Part | FR Part | D Part |
| ----- | --------- | --------- | -------- | ------- | ------- | ------ |
| 1910  | 2 678     | 133       | 6        | 95,1 %  | 4,7 %   | 0,2 %  |
| 1920  | 2 985     | 211       | 0        | 93,4 %  | 6,6 %   | 0,0 %  |
| 1930  |           |           |          |         |         |        |
| 1947  |           |           |          |         |         |        |

#### Ixelles
Langue exclusivement ou la plus fréquemment parlée.
| Année | NL Nombre | FR Nombre | D Nombre | NL Part | FR Part | D Part |
| ----- | --------- | --------- | -------- | ------- | ------- | ------ |
| 1910  | 14 760    | 54 147    | 1 540    | 21,0 %  | 76,9 %  | 2,2 %  |
| 1920  | 10 200    | 68 750    | 86       | 12,9 %  | 87,0 %  | 0,1 %  |
| 1930  | 9 255     | 72 319    | 364      | 11,3 %  | 88,3 %  | 0,4 %  |
| 1947  | 8 648     | 79 256    | 394      | 9,8 %   | 89,8 %  | 0,4 %  |

#### Jette
Langue exclusivement ou la plus fréquemment parlée.
| Année | NL Nombre | FR Nombre | D Nombre | NL Part | FR Part | D Part |
| ----- | --------- | --------- | -------- | ------- | ------- | ------ |
| 1910  | 10 861    | 3 205     | 129      | 76,5 %  | 22,6 %  | 0,9 %  |
| 1920  | 10 859    | 4 361     | 20       | 71,3 %  | 28,6 %  | 0,1 %  |
| 1930  | 12 362    | 9 164     | 17       | 57,4 %  | 42,5 %  | 0,1 %  |
| 1947  | 11 773    | 16 669    | 45       | 41,3 %  | 58,5 %  | 0,2 %  |

#### Koekelberg
Langue exclusivement ou la plus fréquemment parlée.
| Année | NL Nombre | FR Nombre | D Nombre | NL Part | FR Part | D Part |
| ----- | --------- | --------- | -------- | ------- | ------- | ------ |
| 1910  | 8 389     | 3 723     | 81       | 68,8 %  | 30,5 %  | 0,7 %  |
| 1920  | 7 620     | 4 445     | 8        | 63,1 %  | 36,8 %  | 0,1 %  |
| 1930  | 7 779     | 5 671     | 29       | 57,7 %  | 42,1 %  | 0,2 %  |
| 1947  | 5 866     | 8 779     | 41       | 39,9 %  | 59,8 %  | 0,3 %  |

#### Laeken
La commune de Laeken fut intégrée dans la ville de Bruxelles en 1921, de ce fait il n'y a pas de chiffres pour les recensements de 1930 et 1947.
Langue exclusivement ou la plus fréquemment parlée.
| Année | NL Nombre | FR Nombre | D Nombre | NL Part | FR Part | D Part |
| ----- | --------- | --------- | -------- | ------- | ------- | ------ |
| 1910  | 22 726    | 10 595    | 281      | 67,6 %  | 31,5 %  | 0,8 %  |
| 1920  | 21 427    | 17 807    | 14       | 54,6 %  | 45,4 %  | 0,0 %  |
| 1930  |           |           |          |         |         |        |
| 1947  |           |           |          |         |         |        |

#### Molenbeek-Saint-Jean
Langue exclusivement ou la plus fréquemment parlée.
| Année | NL Nombre | FR Nombre | D Nombre | NL Part | FR Part | D Part |
| ----- | --------- | --------- | -------- | ------- | ------- | ------ |
| 1910  | 43 116    | 26 274    | 557      | 61,6 %  | 37,6 %  | 0,8 %  |
| 1920  | 39 106    | 28 517    | 32       | 57,8 %  | 42,2 %  | 0,0 %  |
| 1930  | 34 968    | 27 716    | 189      | 55,6 %  | 44,1 %  | 0,3 %  |
| 1947  | 26 080    | 33 090    | 116      | 44,0 %  | 55,8 %  | 0,2 %  |

#### Neder-Over-Heembeek
La commune de Neder-Over-Heembeek fut intégrée dans la ville de Bruxelles en 1921, de ce fait il n'y a pas de chiffre pour les recensements de 1930 et 1947.
Langue exclusivement ou la plus fréquemment parlée.
| Année | NL Nombre | FR Nombre | D Nombre | NL Part | FR Part | D Part |
| ----- | --------- | --------- | -------- | ------- | ------- | ------ |
| 1910  | 3 471     | 138       | 18       | 95,7 %  | 3,8 %   | 0,5 %  |
| 1920  | 3 868     | 209       | 0        | 94,9 %  | 5,1 %   | 0,0 %  |
| 1930  |           |           |          |         |         |        |
| 1947  |           |           |          |         |         |        |

#### Saint-Gilles
Langue exclusivement ou la plus fréquemment parlée.
| Année | NL Nombre | FR Nombre | D Nombre | NL Part | FR Part | D Part |
| ----- | --------- | --------- | -------- | ------- | ------- | ------ |
| 1910  | 9 638     | 19 653    | 365      | 32,5 %  | 66,3 %  | 1,2 %  |
| 1920  | 11 064    | 52 023    | 71       | 17,5 %  | 82,4 %  | 0,1 %  |
| 1930  | 11 548    | 50 095    | 598      | 18,6 %  | 80,5 %  | 1,0 %  |
| 1947  | 6 894     | 50 290    | 315      | 12,0 %  | 87,5 %  | 0,5 %  |

#### Saint-Josse-ten-Noode
Langue exclusivement ou la plus fréquemment parlée.
| Année | NL Nombre | FR Nombre | D Nombre | NL Part | FR Part | D Part |
| ----- | --------- | --------- | -------- | ------- | ------- | ------ |
| 1910  | 8 769     | 21 553    | 755      | 28,2 %  | 69,4 %  | 2,4 %  |
| 1920  | 8 192     | 19 427    | 269      | 29,4 %  | 69,7 %  | 1,0 %  |
| 1930  | 5 895     | 24 106    | 252      | 19,5 %  | 79,7 %  | 0,8 %  |
| 1947  | 5 109     | 20 825    | 252      | 19,5 %  | 79,5 %  | 1,0 %  |

#### Schaerbeek
Langue exclusivement ou la plus fréquemment parlée.
| Année | NL Nombre | FR Nombre | D Nombre | NL Part | FR Part | D Part |
| ----- | --------- | --------- | -------- | ------- | ------- | ------ |
| 1910  | 35 948    | 42 321    | 1 225    | 45,2 %  | 53,2 %  | 1,5 %  |
| 1920  | 30 728    | 67 486    | 81       | 31,3 %  | 68,7 %  | 0,1 %  |
| 1930  | 31 302    | 83 217    | 738      | 27,2 %  | 72,2 %  | 0,6 %  |
| 1947  | 25 072    | 92 437    | 745      | 21,2 %  | 78,2 %  | 0,6 %  |

#### Uccle
Langue exclusivement ou la plus fréquemment parlée.
| Année | NL Nombre | FR Nombre | D Nombre | NL Part | FR Part | D Part |
| ----- | --------- | --------- | -------- | ------- | ------- | ------ |
| 1910  | 15 739    | 10 004    | 205      | 60,7 %  | 38,6 %  | 0,8 %  |
| 1920  | 14 909    | 15 960    | 21       | 48,3 %  | 51,7 %  | 0,1 %  |
| 1930  | 14 768    | 26 175    | 111      | 36,0 %  | 63,8 %  | 0,3 %  |
| 1947  | 10 824    | 40 990    | 214      | 20,8 %  | 78,8 %  | 0,4 %  |

#### Watermael-Boitsfort
Langue exclusivement ou la plus fréquemment parlée.
| Année | NL Nombre | FR Nombre | D Nombre | NL Part | FR Part | D Part |
| ----- | --------- | --------- | -------- | ------- | ------- | ------ |
| 1910  | 4 657     | 3 496     | 110      | 56,4 %  | 42,3 %  | 1,3 %  |
| 1920  | 4 630     | 4 825     | 0        | 49,0 %  | 51,0 %  | 0,0 %  |
| 1930  | 5 339     | 10 205    | 28       | 34,3 %  | 65,5 %  | 0,2 %  |
| 1947  | 4 285     | 14 620    | 24       | 22,6 %  | 77,2 %  | 0,1 %  |

#### Woluwe-Saint-Lambert
Langue exclusivement ou la plus fréquemment parlée.
| Année | NL Nombre | FR Nombre | D Nombre | NL Part | FR Part | D Part |
| ----- | --------- | --------- | -------- | ------- | ------- | ------ |
| 1910  | 5 452     | 2 964     | 57       | 64,3 %  | 35,0 %  | 0,7 %  |
| 1920  | 5 928     | 4 709     | 14       | 55,7 %  | 44,2 %  | 0,1 %  |
| 1930  | 7 157     | 10 441    | 55       | 40,5 %  | 59,1 %  | 0,3 %  |
| 1947  | 6 662     | 18 628    | 59       | 26,3 %  | 73,5 %  | 0,2 %  |

#### Woluwe-Saint-Pierre
Langue exclusivement ou la plus fréquemment parlée.
| Année | NL Nombre | FR Nombre | D Nombre | NL Part | FR Part | D Part |
| ----- | --------- | --------- | -------- | ------- | ------- | ------ |
| 1910  | 3 328     | 1 673     | 24       | 66,2 %  | 33,3 %  | 0,5 %  |
| 1920  | 4 262     | 2 943     | 9        | 59,1 %  | 40,8 %  | 0,1 %  |
| 1930  | 5 332     | 7 603     | 35       | 41,1 %  | 58,6 %  | 0,3 %  |
| 1947  | 5 499     | 12 302    | 32       | 30,8 %  | 69,0 %  | 0,2 %  |

### Résultats des autres communes (hors Région bruxelloise)

#### Asse
Langue exclusivement ou le plus fréquemment parlée.
| Année | NL Nombre | FR Nombre | D Nombre | NL Part | FR Part | D Part |
| ----- | --------- | --------- | -------- | ------- | ------- | ------ |
| 1910  | 8.346     | 51        | 0        | 99,4%   | 0,6%    | 0,0%   |
| 1920  | 8.959     | 93        | 0        | 99,0%   | 1,0%    | 0,0%   |
| 1930  | 9.680     | 109       | 0        | 98,9%   | 1,1%    | 0,0%   |
| 1947  | 10.527    | 157       | 4        | 98,5%   | 1,5%    | 0,0%   |

#### Dilbeek
Langue exclusivement ou le plus fréquemment parlée.
| Année | NL Nombre | FR Nombre | D Nombre | NL Part | FR Part | D Part |
| ----- | --------- | --------- | -------- | ------- | ------- | ------ |
| 1910  | 2.732     | 110       | 1        | 96,1%   | 3,9%    | 0,0%   |
| 1920  | 3.030     | 274       | 0        | 91,7%   | 8,3%    | 0,0%   |
| 1930  | 4.156     | 869       | 2        | 82,7%   | 17,3%   | 0,0%   |
| 1947  | 5.124     | 2.006     | 2        | 71,8%   | 28,1%   | 0,0%   |

#### Grimbergen
Langue exclusivement ou le plus fréquemment parlée.
| Année | NL Nombre | FR Nombre | D Nombre | NL Part | FR Part | D Part |
| ----- | --------- | --------- | -------- | ------- | ------- | ------ |
| 1910  | 4.505     | 67        | 0        | 98,5%   | 1,5%    | 0,0%   |
| 1920  | 4.837     | 125       | 0        | 97,5%   | 2,5%    | 0,0%   |
| 1930  | 5.363     | 379       | 8        | 93,3%   | 6,6%    | 0,1%   |
| 1947  | 6.328     | 590       | 2        | 91,4%   | 8,5%    | 0,0%   |

#### Hal
Langue exclusivement ou le plus fréquemment parlée.
| Année | NL Nombre | FR Nombre | D Nombre | NL Part | FR Part | D Part |
| ----- | --------- | --------- | -------- | ------- | ------- | ------ |
| 1910  | 12.726    | 1.274     | 4        | 90,9%   | 9,1%    | 0,0%   |
| 1920  | 12.921    | 1.668     | 3        | 88,5%   | 11,4%   | 0,0%   |
| 1930  | 14.665    | 1.976     | 24       | 88,0%   | 11,9%   | 0,1%   |
| 1947  | 14.553    | 1.927     | 13       | 88,2%   | 11,7%   | 0,1%   |

#### Hoeilaart
Langue exclusivement ou le plus fréquemment parlée.
| Année | NL Nombre | FR Nombre | D Nombre | NL Part | FR Part | D Part |
| ----- | --------- | --------- | -------- | ------- | ------- | ------ |
| 1910  | 3.951     | 165       | 0        | 96,0%   | 4,0%    | 0,0%   |
| 1920  | 4.287     | 398       | 1        | 91,5%   | 8,5%    | 0,0%   |
| 1930  | 4.973     | 566       | 3        | 89,7%   | 10,2%   | 0,1%   |
| 1947  | 5.225     | 766       | 2        | 87,2%   | 12,8%   | 0,0%   |

#### Leeuw-Saint-Pierre
Langue exclusivement ou le plus fréquemment parlée.
| Année | NL Nombre | FR Nombre | D Nombre | NL Part | FR Part | D Part |
| ----- | --------- | --------- | -------- | ------- | ------- | ------ |
| 1910  | 7.072     | 346       | 18       | 95,1%   | 4,7%    | 0,2%   |
| 1920  | 7.466     | 350       | 0        | 95,5%   | 4,5%    | 0,0%   |
| 1930  | 7.319     | 668       | 4        | 91,6%   | 8,4%    | 0,1%   |
| 1947  | 8.210     | 1.853     | 16       | 81,5%   | 18,4%   | 0,2%   |

#### Lembeek
Langue exclusivement ou le plus fréquemment parlée.
| Année | NL Nombre | FR Nombre | D Nombre | NL Part | FR Part | D Part |
| ----- | --------- | --------- | -------- | ------- | ------- | ------ |
| 1910  | 4.762     | 342       | 0        | 93,3%   | 6,7%    | 0,0%   |
| 1920  | 4.856     | 282       | 7        | 94,4%   | 5,5%    | 0,1%   |
| 1930  | 5.185     | 456       | 0        | 91,9%   | 8,1%    | 0,0%   |
| 1947  | 5.304     | 529       | 2        | 90,9%   | 9,1%    | 0,0%   |

#### Liedekerke
Langue exclusivement ou le plus fréquemment parlée.
| Année | NL Nombre | FR Nombre | D Nombre | NL Part | FR Part | D Part |
| ----- | --------- | --------- | -------- | ------- | ------- | ------ |
| 1910  | 4.624     | 10        | 0        | 99,8%   | 0,2%    | 0,0%   |
| 1920  | 5.101     | 18        | 0        | 99,6%   | 0,4%    | 0,0%   |
| 1930  | 6.216     | 41        | 0        | 99,3%   | 0,7%    | 0,0%   |
| 1947  | 7.308     | 28        | 0        | 99,6%   | 0,4%    | 0,0%   |

#### Londerzeel
Langue exclusivement ou le plus fréquemment parlée.
| Année | NL Nombre | FR Nombre | D Nombre | NL Part | FR Part | D Part |
| ----- | --------- | --------- | -------- | ------- | ------- | ------ |
| 1910  | 5.409     | 12        | 3        | 99,7%   | 0,2%    | 0,1%   |
| 1920  | 4.618     | 11        | 0        | 99,8%   | 0,2%    | 0,0%   |
| 1930  | 6.164     | 58        | 0        | 99,1%   | 0,9%    | 0,0%   |
| 1947  | 7.027     | 63        | 1        | 99,1%   | 0,9%    | 0,0%   |

#### Machelen,Machelen-lez-Vilvorde, anciennementMachelen-Sainte-Gertrude
Langue exclusivement ou le plus fréquemment parlée.
| Année | NL Nombre | FR Nombre | D Nombre | NL Part | FR Part | D Part |
| ----- | --------- | --------- | -------- | ------- | ------- | ------ |
| 1910  | 2.105     | 124       | 1        | 94,4%   | 5,6%    | 0,0%   |
| 1920  | 2.589     | 138       | 0        | 94,9%   | 5,1%    | 0,0%   |
| 1930  | 4.349     | 672       | 12       | 86,4%   | 13,4%   | 0,2%   |
| 1947  | 5.225     | 854       | 4        | 85,9%   | 14,0%   | 0,1%   |

#### Merchtem
Langue exclusivement ou le plus fréquemment parlée.
| Année | NL Nombre | FR Nombre | D Nombre | NL Part | FR Part | D Part |
| ----- | --------- | --------- | -------- | ------- | ------- | ------ |
| 1910  | 5.561     | 21        | 0        | 99,6%   | 0,4%    | 0,0%   |
| 1920  | 5.781     | 27        | 2        | 99,5%   | 0,5%    | 0,0%   |
| 1930  | 6.334     | 31        | 0        | 99,5%   | 0,5%    | 0,0%   |
| 1947  | 7.343     | 45        | 0        | 99,4%   | 0,6%    | 0,0%   |

#### Opwijk
Langue exclusivement ou le plus fréquemment parlée.
| Année | NL Nombre | FR Nombre | D Nombre | NL Part | FR Part | D Part |
| ----- | --------- | --------- | -------- | ------- | ------- | ------ |
| 1910  | 5.677     | 0         | 0        | 100,0%  | 0,0%    | 0,0%   |
| 1920  | 6.046     | 1         | 0        | 100,0%  | 0,0%    | 0,0%   |
| 1930  | 6.938     | 5         | 0        | 99,9%   | 0,1%    | 0,0%   |
| 1947  | 7.851     | 18        | 3        | 99,7%   | 0,2%    | 0,0%   |

#### Overijse
Langue exclusivement ou le plus fréquemment parlée.
| Année | NL Nombre | FR Nombre | D Nombre | NL Part | FR Part | D Part |
| ----- | --------- | --------- | -------- | ------- | ------- | ------ |
| 1910  | 6.432     | 324       | 2        | 95,2%   | 4,8%    | 0,0%   |
| 1920  | 6.434     | 513       | 0        | 92,6%   | 7,4%    | 0,0%   |
| 1930  | 7.200     | 768       | 4        | 90,3%   | 9,6%    | 0,1%   |
| 1947  | 7.874     | 1.251     | 5        | 86,2%   | 13,7%   | 0,1%   |

#### Rhode-Saint-Genèse
Langue exclusivement ou le plus fréquemment parlée.
| Année | NL Nombre | FR Nombre | D Nombre | NL Part | FR Part | D Part |
| ----- | --------- | --------- | -------- | ------- | ------- | ------ |
| 1910  | 4.759     | 461       | 0        | 91,2%   | 8,8%    | 0,0%   |
| 1920  | 5.372     | 295       | 0        | 94,8%   | 5,2%    | 0,0%   |
| 1930  | 5.578     | 1.085     | 4        | 83,7%   | 16,3%   | 0,1%   |
| 1947  | 5.588     | 2.058     | 11       | 73,0%   | 26,9%   | 0,1%   |

#### Ruisbroek
Langue exclusivement ou le plus fréquemment parlée.
| Année | NL Nombre | FR Nombre | D Nombre | NL Part | FR Part | D Part |
| ----- | --------- | --------- | -------- | ------- | ------- | ------ |
| 1910  | 4.543     | 254       | 35       | 94,0%   | 5,3%    | 0,7%   |
| 1920  | 4.575     | 401       | 0        | 94,0%   | 5,3%    | 0,7%   |
| 1930  | 4.741     | 524       | 9        | 89,9%   | 9,9%    | 0,2%   |
| 1947  | 4.548     | 603       | 10       | 88,1%   | 11,7%   | 0,2%   |

#### Strombeek-Bever
Langue exclusivement ou le plus fréquemment parlée.
| Année | NL Nombre | FR Nombre | D Nombre | NL Part | FR Part | D Part |
| ----- | --------- | --------- | -------- | ------- | ------- | ------ |
| 1910  | 2.279     | 139       | 11       | 93,8%   | 5,7%    | 0,5%   |
| 1920  | 2.636     | 279       | 1        | 90,4%   | 9,6%    | 0,0%   |
| 1930  | 3.633     | 574       | 3        | 86,3%   | 13,6%   | 0,1%   |
| 1947  | 4.045     | 1.091     | 2        | 78,7%   | 21,2%   | 0,0%   |

#### Tourneppe
Langue exclusivement ou le plus fréquemment parlée.
| Année | NL Nombre | FR Nombre | D Nombre | NL Part | FR Part | D Part |
| ----- | --------- | --------- | -------- | ------- | ------- | ------ |
| 1910  | 5.355     | 49        | 8        | 98,9%   | 0,9%    | 0,1%   |
| 1920  | 5.335     | 53        | 1        | 99,0%   | 1,0%    | 0,0%   |
| 1930  | 3.506     | 42        | 0        | 98,8%   | 1,2%    | 0,0%   |
| 1947  | 3.346     | 97        | 0        | 97,2%   | 2,8%    | 0,0%   |

#### Vilvorde
Langue exclusivement ou le plus fréquemment parlée.
| Année | NL Nombre | FR Nombre | D Nombre | NL Part | FR Part | D Part |
| ----- | --------- | --------- | -------- | ------- | ------- | ------ |
| 1910  | 13.528    | 1.767     | 78       | 88,0%   | 11,5%   | 0,5%   |
| 1920  | 15.206    | 2.000     | 10       | 88,3%   | 11,6%   | 0,1%   |
| 1930  | 18.853    | 3.235     | 150      | 84,8%   | 14,5%   | 0,7%   |
| 1947  | 21.143    | 3.389     | 15       | 86,1%   | 13,8%   | 0,1%   |

#### Wemmel
Langue exclusivement ou le plus fréquemment parlée.
| Année | NL Nombre | FR Nombre | D Nombre | NL Part | FR Part | D Part |
| ----- | --------- | --------- | -------- | ------- | ------- | ------ |
| 1910  | 1.786     | 10        | 0        | 99,4%   | 0,6%    | 0,0%   |
| 1920  | 2.137     | 80        | 0        | 96,4%   | 3,6%    | 0,0%   |
| 1930  | 2.859     | 482       | 3        | 85,5%   | 14,4%   | 0,1%   |
| 1947  | 4.042     | 1.970     | 7        | 67,2%   | 32,7%   | 0,1%   |

#### Zaventem
Langue exclusivement ou le plus fréquemment parlée.
| Année | NL Nombre | FR Nombre | D Nombre | NL Part | FR Part | D Part |
| ----- | --------- | --------- | -------- | ------- | ------- | ------ |
| 1910  | 4.683     | 465       | 3        | 90,9 %  | 9,0 %   | 0,1 %  |
| 1920  | 5.114     | 167       | 3        | 96,8 %  | 3,2 %   | 0,1 %  |
| 1930  | 6.100     | 588       | 8        | 91,1 %  | 8,8 %   | 0,1 %  |
| 1947  | 6.751     | 609       | 3        | 91,7 %  | 8,3 %   | 0,0 %  |

#### Autres communes de l'arrondissement
Ces autres communes de l’arrondissement (avec moins de 5 000 habitants par commune) représentaient environ 27,1 % de la population totale de l’arrondissement au premier recensement de 1846 et environ 13,1 % au dernier recensement de 1947.
Langue exclusivement ou le plus fréquemment parlée.
| Année | NL Nombre | FR Nombre | D Nombre | NL Part | FR Part | D Part |
| ----- | --------- | --------- | -------- | ------- | ------- | ------ |
| 1910  | 125.108   | 5.196     | 95       | 95,9 %  | 4,0 %   | 0,1 %  |
| 1920  | 129.650   | 9.243     | 6        | 93,3 %  | 6,7 %   | 0,0 %  |
| 1930  | 141.989   | 8.947     | 116      | 94,0 %  | 5,9 %   | 0,1 %  |
| 1947  | 148.327   | 13.759    | 101      | 91,5 %  | 8,5 %   | 0,1 %  |

## Résultats de l'Arrondissement de Louvain
Langue exclusivement ou le plus fréquemment parlée.
| Année | NL Nombre | FR Nombre | D Nombre | NL Part | FR Part | D Part |
| ----- | --------- | --------- | -------- | ------- | ------- | ------ |
| 1910  | 239.009   | 14.920    | 483      | 93,9%   | 5,9%    | 0,2%   |
| 1920  | 242.878   | 15.745    | 47       | 93,9 %  | 6,1 %   | 0,0 %  |
| 1930  | 262.211   | 19.071    | 110      | 93,2 %  | 6,8 %   | 0,0 %  |
| 1947  | 285.541   | 18.063    | 127      | 94,0 %  | 5,9 %   | 0,0 %  |

Les communes suivantes furent transférées de l'arrondissement de Louvain (province du Brabant flamand) vers le nouvel arrondissement de Nivelles (province de Brabant wallon) en 1962 lors de la fixation de la frontière linguistique.
L'Écluse - Zétrud-Lumay - Opheylissem - Neerheylissem

### Louvain
Langue exclusivement ou le plus fréquemment parlée.
| Année | NL Nombre | FR Nombre | D Nombre | NL Part | FR Part | D Part |
| ----- | --------- | --------- | -------- | ------- | ------- | ------ |
| 1910  | 35.000    | 5.189     | 329      | 86,4 %  | 12,8 %  | 0,8 %  |
| 1920  | 30.178    | 6.074     | 22       | 83,2 %  | 16,7 %  | 0,1 %  |
| 1930  | 30.788    | 6.648     | 46       | 82,1 %  | 17,7 %  | 0,1 %  |
| 1947  | 29.776    | 5.070     | 45       | 85,3 %  | 14,5 %  | 0,1 %  |

### Aerschot
Langue exclusivement ou le plus fréquemment parlée.
| Année | NL Nombre | FR Nombre | D Nombre | NL Part | FR Part | D Part |
| ----- | --------- | --------- | -------- | ------- | ------- | ------ |
| 1910  | 7.367     | 60        | 0        | 99,2 %  | 0,8 %   | 0,0 %  |
| 1920  | 7.281     | 39        | 0        | 99,5 %  | 0,5 %   | 0,0 %  |
| 1930  | 8.591     | 157       | 1        | 98,2 %  | 1,8 %   | 0,0 %  |
| 1947  | 10.109    | 63        | 0        | 99,4 %  | 0,6 %   | 0,0 %  |

### Diest
Langue exclusivement ou le plus fréquemment parlée.
| Année | NL Nombre | FR Nombre | D Nombre | NL Part | FR Part | D Part |
| ----- | --------- | --------- | -------- | ------- | ------- | ------ |
| 1910  | 7.589     | 255       | 5        | 96,7 %  | 3,2 %   | 0,1 %  |
| 1920  | 7.201     | 526       | 1        | 93,2 %  | 6,8 %   | 0,0 %  |
| 1930  | 7.766     | 306       | 0        | 96,2 %  | 3,8 %   | 0,0 %  |
| 1947  | 8.193     | 270       | 1        | 96,8 %  | 3,2 %   | 0,0 %  |

### Herent
Langue exclusivement ou le plus fréquemment parlée.
| Année | NL Nombre | FR Nombre | D Nombre | NL Part | FR Part | D Part |
| ----- | --------- | --------- | -------- | ------- | ------- | ------ |
| 1910  | 5.947     | 175       | 12       | 97,0 %  | 2,9 %   | 0,2 %  |
| 1920  | 6.083     | 172       | 0        | 97,3 %  | 2,7 %   | 0,0 %  |
| 1930  | 6.711     | 279       | 1        | 96,0 %  | 4,0 %   | 0,0 %  |
| 1947  | 7.772     | 308       | 1        | 96,2 %  | 3,8 %   | 0,0 %  |

### Heverlé
Langue exclusivement ou le plus fréquemment parlée.
| Année | NL Nombre | FR Nombre | D Nombre | NL Part | FR Part | D Part |
| ----- | --------- | --------- | -------- | ------- | ------- | ------ |
| 1910  | 6.696     | 657       | 17       | 90,9 %  | 8,9 %   | 0,2 %  |
| 1920  | 7.182     | 896       | 10       | 88,8 %  | 11,1 %  | 0,1 %  |
| 1930  | 8.581     | 1.180     | 6        | 87,9 %  | 12,1 %  | 0,1 %  |
| 1947  | 9.867     | 1.337     | 10       | 88,0 %  | 11,9 %  | 0,1 %  |

### Kessel-Lo
Langue exclusivement ou le plus fréquemment parlée.
| Année | NL Nombre | FR Nombre | D Nombre | NL Part | FR Part | D Part |
| ----- | --------- | --------- | -------- | ------- | ------- | ------ |
| 1910  | 8.553     | 709       | 25       | 92,1 %  | 7,6 %   | 0,3 %  |
| 1920  | 9.047     | 609       | 3        | 93,7 %  | 6,3 %   | 0,0 %  |
| 1930  | 11.115    | 759       | 5        | 93,6 %  | 6,4 %   | 0,0 %  |
| 1947  | 12.761    | 697       | 7        | 94,8 %  | 5,2 %   | 0,1 %  |

### Montaigu
Langue exclusivement ou le plus fréquemment parlée.
| Année | NL Nombre | FR Nombre | D Nombre | NL Part | FR Part | D Part |
| ----- | --------- | --------- | -------- | ------- | ------- | ------ |
| 1910  | 3.715     | 59        | 1        | 98,4 %  | 1,6 %   | 0,0 %  |
| 1920  | 3.852     | 31        | 4        | 99,1 %  | 0,8 %   | 0,1 %  |
| 1930  | 4.291     | 21        | 4        | 99,4 %  | 0,5 %   | 0,1 %  |
| 1947  | 4.868     | 25        | 0        | 99,5 %  | 0,5 %   | 0,0 %  |

### Tervuren
Langue exclusivement ou le plus fréquemment parlée.
| Année | NL Nombre | FR Nombre | D Nombre | NL Part | FR Part | D Part |
| ----- | --------- | --------- | -------- | ------- | ------- | ------ |
| 1910  | 3.691     | 460       | 23       | 88,4 %  | 11,0 %  | 0,6 %  |
| 1920  | 4.609     | 515       | 0        | 89,9 %  | 10,1 %  | 0,0 %  |
| 1930  | 5.208     | 808       | 7        | 86,5 %  | 13,4 %  | 0,1 %  |
| 1947  | 5.106     | 1.303     | 18       | 79,4 %  | 20,3 %  | 0,3 %  |

### Tirlemont
Langue exclusivement ou le plus fréquemment parlée.
| Année | NL Nombre | FR Nombre | D Nombre | NL Part | FR Part | D Part |
| ----- | --------- | --------- | -------- | ------- | ------- | ------ |
| 1910  | 15.864    | 2.017     | 25       | 88,6 %  | 11,3 %  | 0,1 %  |
| 1920  | 16.659    | 1.841     | 6        | 90,0 %  | 9,9 %   | 0,0 %  |
| 1930  | 17.319    | 2.770     | 8        | 86,2 %  | 13,8 %  | 0,0 %  |
| 1947  | 18.944    | 2.253     | 11       | 89,3 %  | 10,6 %  | 0,1 %  |

### Autres communes de l'arrondissement
Ces autres communes de l’arrondissement (avec moins de 5 000 habitants par commune) représentaient environ 63,4 % de la population totale de l'arrondissment au premier recensement de 1846 et environ 60,7% % au dernier recensement de 1947.
Langue exclusivement ou le plus fréquemment parlée.
| Année | NL Nombre | FR Nombre | D Nombre | NL Part | FR Part | D Part |
| ----- | --------- | --------- | -------- | ------- | ------- | ------ |
| 1910  | 144.587   | 5.339     | 46       | 96,4 %  | 3,6 %   | 0,0 %  |
| 1920  | 150.786   | 5.042     | 1        | 96,8 %  | 3,2 %   | 0,0 %  |
| 1930  | 161.841   | 6.143     | 32       | 96,3 %  | 3,7 %   | 0,0 %  |
| 1947  | 178.145   | 6.737     | 34       | 96,3 %  | 3,6 %   | 0,0 %  |

## Résultats de l'Arrondissement de Nivelles
Langue exclusivement ou le plus fréquemment parlée.
| Année | NL Nombre | FR Nombre | D Nombre | NL Part | FR Part | D Part |
| ----- | --------- | --------- | -------- | ------- | ------- | ------ |
| 1910  | 2.736     | 167.928   | 151      | 1,6 %   | 98,3 %  | 0,1 %  |
| 1920  | 3.755     | 163.663   | 18       | 2,2 %   | 97,8 %  | 0,0 %  |
| 1930  | 5.765     | 169.121   | 30       | 3,3 %   | 96,7 %  | 0,0 %  |
| 1947  | 7.083     | 167.244   | 105      | 4,1 %   | 95,9 %  | 0,1 %  |

### Braine-l'Alleud
Langue exclusivement ou le plus fréquemment parlée.
| Année | NL Nombre | FR Nombre | D Nombre | NL Part | FR Part | D Part |
| ----- | --------- | --------- | -------- | ------- | ------- | ------ |
| 1910  | 286       | 8.748     | 0        | 3,2%    | 96,8%   | 0,0%   |
| 1920  | 332       | 8.996     | 0        | 3,6 %   | 96,4 %  | 0,0 %  |
| 1930  | 293       | 10.199    | 1        | 2,8 %   | 97,2 %  | 0,0 %  |
| 1947  | 590       | 11.079    | 5        | 5,1 %   | 94,9 %  | 0,0 %  |

### Nivelles
Langue exclusivement ou le plus fréquemment parlée.
| Année | NL Nombre | FR Nombre | D Nombre | NL Part | FR Part | D Part |
| ----- | --------- | --------- | -------- | ------- | ------- | ------ |
| 1910  | 48        | 12.252    | 4        | 0,4 %   | 99,6 %  | 0,0 %  |
| 1920  | 199       | 11.954    | 8        | 1,6 %   | 98,4 %  | 0,1 %  |
| 1930  | 152       | 12.114    | 7        | 1,2 %   | 98,7 %  | 0,1 %  |
| 1947  | 168       | 11.083    | 11       | 1,5 %   | 98,4 %  | 0,1 %  |

### Tubize
Langue exclusivement ou le plus fréquemment parlée.
| Année | NL Nombre | FR Nombre | D Nombre | NL Part | FR Part | D Part |
| ----- | --------- | --------- | -------- | ------- | ------- | ------ |
| 1910  | 460       | 5.825     | 42       | 7,3 %   | 92,1 %  | 0,7 %  |
| 1920  | 388       | 6.385     | 1        | 5,7 %   | 94,3 %  | 0,0 %  |
| 1930  | 1.014     | 7.261     | 1        | 12,3 %  | 87,7 %  | 0,0 %  |
| 1947  | 867       | 8.122     | 4        | 9,6 %   | 90,3 %  | 0,0 %  |

### Waterloo
Langue exclusivement ou le plus fréquemment parlée.
| Année | NL Nombre | FR Nombre | D Nombre | NL Part | FR Part | D Part |
| ----- | --------- | --------- | -------- | ------- | ------- | ------ |
| 1910  | 41        | 4.211     | 0        | 1,0 %   | 99,0 %  | 0,0 %  |
| 1920  | 29        | 4.390     | 0        | 0,7 %   | 99,3 %  | 0,0 %  |
| 1930  | 327       | 5.234     | 2        | 5,9 %   | 94,1 %  | 0,0 %  |
| 1947  | 410       | 6.940     | 4        | 5,6 %   | 94,4 %  | 0,1 %  |

### Wavre
Langue exclusivement ou le plus fréquemment parlée.
| Année | NL Nombre | FR Nombre | D Nombre | NL Part | FR Part | D Part |
| ----- | --------- | --------- | -------- | ------- | ------- | ------ |
| 1910  | 55        | 8.198     | 6        | 0,7 %   | 99,3 %  | 0,1 %  |
| 1920  | 194       | 7.933     | 0        | 2,4 %   | 97,6 %  | 0,0 %  |
| 1930  | 132       | 7.893     | 1        | 1,6 %   | 98,3 %  | 0,0 %  |
| 1947  | 214       | 7.651     | 2        | 2,7 %   | 97,3 %  | 0,0 %  |

### Autres communes de l'arrondissement
Ces autres communes de l'arrandissement (avec moins de 5 000 habitants par commune) représentaient environ 82,4 % de la population totale de l'arrondissment au premier recensement de 1846 et environ 73,1 % au dernier recensement de 1947.
Langue exclusivement ou le plus fréquemment parlée.
| Année | NL Nombre | FR Nombre | D Nombre | NL Part | FR Part | D Part |
| ----- | --------- | --------- | -------- | ------- | ------- | ------ |
| 1910  | 1.846     | 128.694   | 99       | 1,4 %   | 98,5 %  | 0,1 %  |
| 1920  | 2.613     | 124.005   | 9        | 2,1 %   | 97,9 %  | 0,0 %  |
| 1930  | 3.847     | 126.420   | 18       | 3,0 %   | 97,0 %  | 0,0 %  |
| 1947  | 4.834     | 122.369   | 79       | 3,8 %   | 96,1 %  | 0,1 %  |